# Вахиара
Вахиара (Juriti, Juriti-Tapuia, Juruti, Luruty-Tapuya, Patsoka, Totsoca, Wadzana, Waijiara masa-wadyana, Waikana, Waimasá, Wajiara, Wayhara, Yuriti, Yuriti-Tapuia, Yuruti, Yuruti-Tapuya, Yurutiye) — туканский язык, на котором говорят на территориях рек Верхняя Пака (приток реки Папури), Каньо-Йи (приток реки Ваупес) и Каньо-Туй (приток реки Ваупес) региона Ваупес в Колумбии, а также в городе Иауарете в штате Амазонас в Бразилии.